# 久我通久

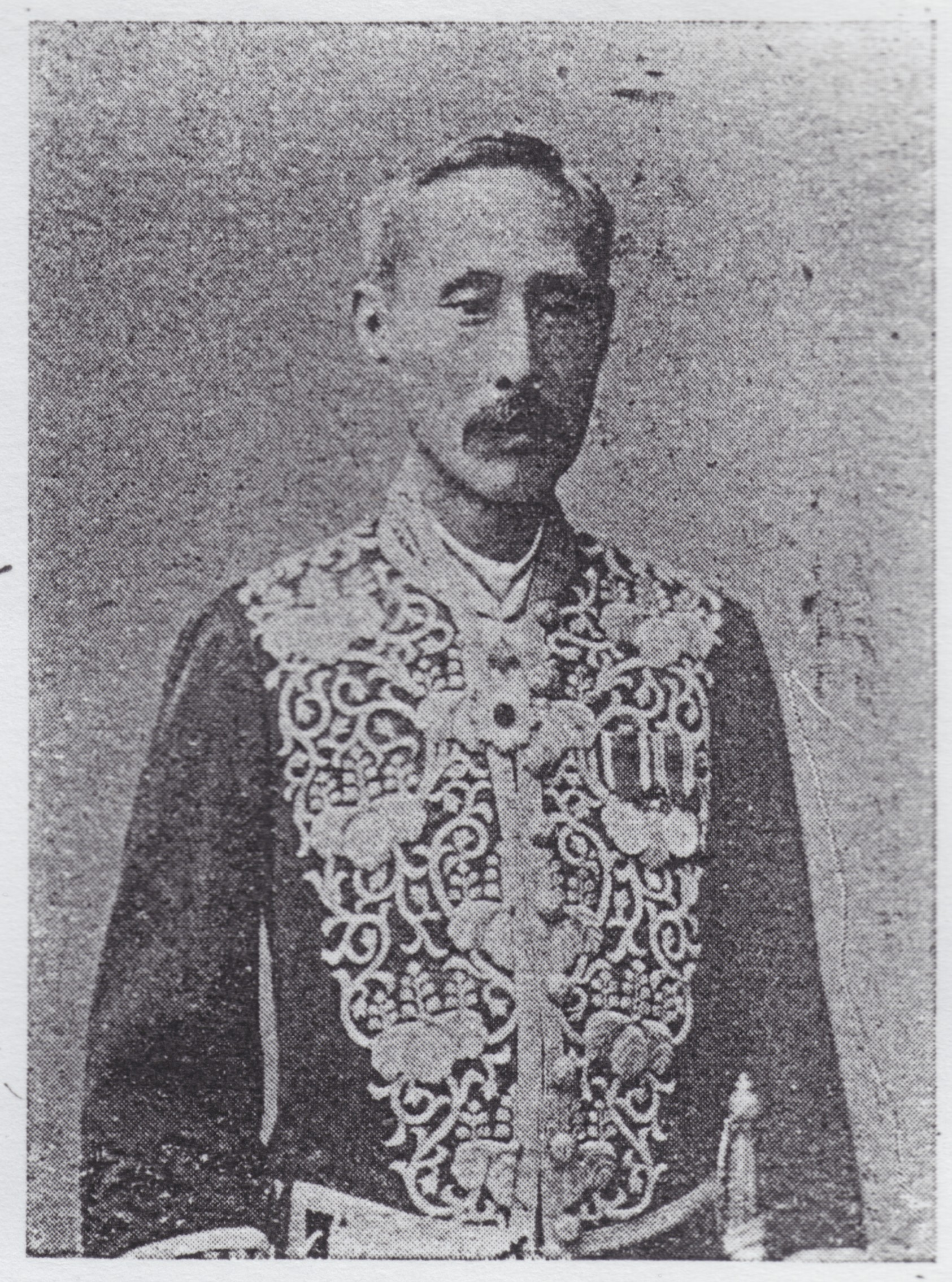
久我通久

久我 通久（こが みちつね）は、江戸時代後期の公卿、明治・大正時代の華族、政治家。侯爵。貴族院議員。元老院議官、宮中顧問官、宗秩寮総裁、東京府知事などを歴任。和歌や書道、謡曲、歌詞などに堪能な趣味人としても知られた。

## 経歴
京都出身。内大臣・久我建通の長男。母は後藤言中の娘の松島。
嘉永元年（1848年）、従五位下。嘉永2年（1849年）、従五位上。嘉永3年（1850年）、正五位下。嘉永4年（1851年）、従四位下。嘉永5年（1852年）、従四位上・侍従。嘉永6年（1853年）、正四位下。安政元年（1854年）、元服、左近衛権少将。安政2年（1855年）、御遷幸に左少将朝臣として参加。安政4年（1857年）、右近衛権中将。安政5年（1858年）、従三位。安政6年（1859年）、正三位。万延元年（1860年）、踏歌外弁。慶応3年（1867年）、権中納言。
明治元年（1868年）1月、明治新政府参与。2月、権大納言、大和国鎮撫総督となる。7月、東北遊撃軍将。8月、海路越後国に赴き、奥羽鎮撫惣督を援け、転戦して鶴岡に至り、東北平定。11月、東京に凱旋。三等陸軍将。明治2年（1869年）3月、箱館軍の内地侵入を防ぐため鎮撫惣督として仙台に至り、騒擾を鎮定。7月、陸軍少将。11月、兵部少輔。その後、元老院議官などを歴任。
明治17年（1884年）侯爵。明治23年（1890年）2月、貴族院侯爵議員に就任し、同年10月20日、麝香間祗候となる。その後、宮中顧問官や東京府知事、宗秩寮総裁などを歴任。明治36年（1903年）6月、従一位。1908年12月11日、再び麝香間祗候となる。1921年（大正10年）10月7日に隠居し、侯爵、貴族院侯爵議員の資格が消滅した。
大正14年（1925年）1月10日歿。享年84。

## 栄典
位階
- 1903年（明治36年）6月29日 - 従一位[6]

勲章等
- 1884年（明治17年）7月7日 - 侯爵[7]
- 1889年（明治22年）11月25日 - 大日本帝国憲法発布記念章[8]
- 1897年（明治30年）6月26日 - 勲二等瑞宝章[9]
- 1906年（明治39年）4月1日 - 旭日重光章[10]
- 1915年（大正4年）11月10日 - 大礼記念章[11]
- 1916年（大正5年）2月28日 - 勲一等瑞宝章
- 1925年（大正14年）1月12日 - 旭日大綬章[12]

## 家族・親族

### 久我家
（京都府、東京牛込新小川町（現東京都新宿区））
- 父・建通[1]（公卿）

文化12年（1815年）生 - 明治36年（1903年）9月没
- 最初の妻、厳子は伯爵大谷光勝の娘。次の妻、住子は厳子の妹。三人目の妻、千代は久留米藩主有馬頼咸の娘。
- 庶子男・常通[1]（生母・東京平民中村長七長女萬子[1]、侯爵、貴族院議員）

明治6年（1873年）生 - 昭和25年（1950年）没
- 女・儀子（大谷勝道に嫁す）
- 庶子女・富久子[1]（生母・東京平民中村萬子[1]、園基建に嫁す）

明治32年（1899年）5月生 - 没
- 庶子女・節子[1]（子爵松浦靖に嫁す[1]）
- 女・静子[1]（男爵津守國榮に嫁す[1]）
- 男・通保[1]（分家して男爵を授けられる）
- 男・俊通[1]（東京府士族壹岐幸存の養子となる[1]）
- 孫

通顕（庶子男常通庶子男、生母・東京平民鬼頭まさ、侯爵、貴族院議員）
通秀（男爵津守國榮の養子となる）
通利（経営評論家）
ミチ子（北海道人五十嵐佐市に嫁す）
千萬子（東京府人仙石吉之助の養子となる）
松子（東京府人中根半湖長男克に嫁す）